# Thrypticus afer
Thrypticus afer är en tvåvingeart som beskrevs av Vanschuytbroeck 1951. Thrypticus afer ingår i släktet Thrypticus och familjen styltflugor.
Artens utbredningsområde är Kongo. Inga underarter finns listade i Catalogue of Life.